# Psychopsis maculipennis
Psychopsis maculipennis is een insect uit de familie van de Psychopsidae, die tot de orde netvleugeligen (Neuroptera) behoort. 
Psychopsis maculipennis is voor het eerst wetenschappelijk beschreven door Tillyard in 1925.